# Robert Mulligan
Robert Mulligan (født 23. august 1925 - død 20. december 2008) var en amerikansk filminstruktør.
Han var instruktøren bag blandet andet Dræb ikke en sangfugl fra (1962).